# Jelševica
Jelševica este o localitate din comuna Zagorje ob Savi, Slovenia, cu o populație de 6 locuitori.